# 밸브 안티 치트
밸브 안티 치트(영어: Valve Anti-Cheat, VAC)는 밸브 코퍼레이션에서 2002년에 개발되고 2006년 11월에 카운터 스트라이크와 함께 공개된 스팀 시스템으로, 이 시스템은 약 10,000건의 부정 행위를 감시한다. 2014년 7월 기준으로 210만 이상의 스팀 계정이 밸브 안티 치트에 의해 잠긴 것으로 추정되며, 그리고 이 시스템은 여러 게임에서 적용돼 사용된다.

## 같이 보기
- 온라인 게임의 치팅